# قطعنامه ۱۰۲۲ شورای امنیت
قطعنامه ۱۰۲۲ شورای امنیت سازمان ملل متحد که در تاریخ ۲۲ نوامبر ۱۹۹۵ تصویب شد، سندی بین‌المللی دربارهٔ یوگسلاوی سابق است. این قطعنامه طی نشست ۳۵۹۵ام با ۱۴ رای موافق، ۰ مخالف و ۱ ممتنع تصویب شد.